# Борг честі
«Борг честі» (англ. Debt of Honor) — роман в жанрі технотрилера, написаний Томом Кленсі та випущений 17 серпня 1994 року. Пряме продовження роману «Сума всіх страхів».
Джек Раян стає радником з національної безпеки, а дзайбацу (таємна організація японських промисловців) захоплює контроль над урядом своєї країни та починає війну зі Сполученими Штатами. Книга дебютувала під номером один у списку бестселерів «The New York Times». Пізніше було відзначено, що роман містить елементи сюжету, схожі на обставини терактів 11 вересня 2001 року та викрадення рейсу 93 United Airlines.

## Сюжет
Японський промисловець Райзо Ямата протягом багатьох років хотів повернути своїй країні імперську велич; частково це була помста за смерть його сім'ї під час вторгнення американських військ на острів Сайпан під час Другої світової війни. Можливість реалізувати це бажання відкрилася, коли автомобільна аварія в США, спричинена несправними бензобаками японського виробництва, призвела до смерті шести американців. Інцидент призвів до швидкого ухвалення закону, який дозволив би США віддзеркалювати торгові практики країн, з яких вони імпортують товари, але цим самим відрізаючи американські експортні ринки, від яких залежала японська економіка. Зіткнувшись з загрозою економічної кризи, правляча Японією каста дзайбацу на чолі з Яматою вирішує вжити економічних і військових дій проти Сполучених Штатів. Разом із таємною підтримкою з боку Китаю та Індії вони планують скоротити присутність США в Тихому океані та відновити сферу спільного процвітання Великої Східної Азії, маючи далекоглядні плани навіть на захоплення Східного Сибіру. 
Після того як японський прем'єр-міністр Могатару Кога йде у відставку через економічну ситуацію, дзайбацу призначає наступником маріонетку Ямати, агресивного націоналіста та критика США, Хіроші Ґото. Тим часом Японія таємно розробляє стратегічну ядерну зброю. Носіями для ядерних зарядів мали слугувати кілька міжконтинентальних балістичних ракет проєкту SS-19, придбаних разом з документацією у колишнього Радянського Союзу, які Японія спорядила ядерними боєголовками та розгорнула на пускових позиціях.
Японія розпочинає першу фазу свого нападу, відправляючи підрозділи Сил самооборони окупувати Маріанські острови, зокрема Сайпан і Гуам. Через раптовість та неочікуваність нападу, та внаслідок зниження боєготовності через закінчення Холодної війни, вторгнення проходить без втрат. Крім того, під час спільних військових навчань японські кораблі нібито випадково запустили торпеди по Тихоокеанському флоту США, знищивши два підводні човни та пошкодивши два авіаносці. Холодна війна закінчилась, відбувається активне роззброєння, американські війська скорочені до мінімуму; ця японська атака вражає найважливіші американські військові ресурси в Тихому океані, без яких відбити напад майже неможливо.
Друга фаза японського наступу мала паралізувати США зсередини, це була економічна атака. Для її початку Японія спровокувала крах фондового ринку США, підкупивши програміста, який був консультантом біржової фірми, щоб вставити логічну бомбу в систему документування торгових операцій на американській біржі, в результаті втрачаються мільйони записів про біржові операції найнапруженішого дня торгів. Водночас підісланий вбивця нападає на президента Федерального резервного банку, щоб не дати тому зупинити кризу на її старті. Відразу ж японський уряд закликає до мирних переговорів, пропонуючи, здавалося б, вільні вибори на окупованих Маріанських островах, щоб закріпити свої завоювання.
Тим часом президент США Роджер Дарлінг звільняє Джека Раяна з державної служби, призначивши його радником з національної безпеки. Незважаючи на Раянову типову зосередженість на військових питаннях, він радить президенту спочатку зосередитися на економічній кризі, розуміючи, що крах на біржах може зруйнувати економіку. Раян пропонує антикризовий план «швидкого відкіту», коли всі транзакції, що відбулись після активації опівдні malware в системі торгів будуть ігноруватися, а вся торгова інформація відкочується до своїх показників станом на 12:00. План спрацьовує, фондовий ринок США успішно відновлюється, і група американських інвестиційних банків починає масштабне економічне розвантаження японських інвестиційних продуктів, фактично зводячи нанівець будь-які досягнення, досягнуті фінансовою атакою дзайбацу.
Потім військові Сполучених Штатів починають контратаку на японські війська, використовуючи всі ресурси, які вони мають. Розуміючи, що сильною стороною японських військових є 10 сучасних літаків системи радіолокаційного стеження «AWACS» E-767, американці намагаються передусім знищити їх. Спочатку співробітники ЦРУ Джон Кларк і Домінго Чавес засліпили японських пілотів одного з E-767 під час приземлення за допомогою системи світлового шоку Dazzler, що призвело до авіакатастрофи. Потім ВПС США продовжують атакувати решту японської системи дальнього радіолокаційного стеження. Знищення цього найсучаснішого елемента японської ППО дозволить максимально ефективно залучити літаки побудовані з використанням технології «Стелс», вони будуть фактично невидимі для застарілих радарів. Бомбардувальники В-2 знищать приховані шахти МБР. А атака малопомітних винищувачів F-22 ще більш пошкоджує протиповітряну оборону Японії. Армійська група спеціальних операцій десантується в Японію для підтримки непомітно введених вертольотів «Comanche». Один з цих вертольотів використовується для атаки на ще один літак «AWACS» ракетами «повітря-повітря», а кілька інших використовують ракети «Hellfire», щоб убити змовників з дзайбацу Ямати. Тим часом адмірал Роббі Джексон звільняє Маріанські острови з невеликими втратами, використовуючи комбінацію крилатих ракет Tomahawk і повітряних атак з авіаносця, щоб серйозно пошкодити японську авіацію та ППО, дислоковані на островах, що змусить японського командувача відвести свої війська.
Переграний і загнаний у кут військовою та економічною відповіддю Сполучених Штатів, Ґото йде у відставку, передаючи владу своєму попереднику, екс-прем'єру Кога, якого раніше врятували Кларк і Чавес від бойовиків Ямати. Ямата та його змовники, що залишилися в живих, заарештовані за державну зраду, і новий японський уряд погоджується на пропозицію США щодо «status quo ante» (відновлення стану який був до початку конфлікту).
Упродовж усієї книги президент Дарлінг стикається з ще однією політичною кризою: віце-президент Ед Кілті змушений піти у відставку після того, як його звинувачують у зґвалтуванні. Коли криза закінчилася, президент Дарлінг призначає Раяна віце-президентом, відзначивши його заслуги у розв'язанні кризи та бажаючи використати як політичний капітал на майбутніх виборах. Однак озлоблений японський пілот Japan Air Lines, який тяжко сприйняв загибель свого сина та брата під час конфлікту, прилітає на Боїнгу 747 прямо до Вашингтону під час спеціальної спільної сесії Конгресу і направляє свій літак на будівлю Капітолію США. Президент, а також майже весь Конгрес, Верховний суд і багато інших членів федерального уряду були вбиті під час нападу. Раян, який складає присягу віце-президента після затвердження конгресом, ледь уникає вибуху. До нього переходять повноваження президента Сполучених Штатів, він складає присягу президента перед окружним суддею в екстрених умовах, у студії CNN у Вашингтоні.

## Персонажі

### США

#### Уряд Сполучених Штатів
- Джек Раян: радник президента Дарлінга з національної безпеки. Раніше працював у ЦРУ. В кінці роману призначений віце-президентом Сполучених Штатів за успішне врегулювання кризи між Сполученими Штатами та Японією, Раян мав послужити в цій ролі менше року, до кінця терміну президента, із запевненням, що після завершення цього терміну він зможе назавжди піти у відставку з державної служби. Однак він стає президентом після того, як президент Дарлінг гине під час нападу на Капітолій Сполучених Штатів.
- Роджер Дарлінг: Президент Сполучених Штатів. Наступник Дж. Роберта Фаулера після його відставки в попередньому романі. Гине в кінці роману під час атаки пілота-камікадзе на Капітолій.
- Едвард Джонатан Кілті: віце-президент Сполучених Штатів, який пізніше йде у відставку після того, як публічно стало відомо, що він перебуває під розслідуванням ФБР за звинуваченням у сексуальних домаганнях та доведенні до самовбивства.
- Бослі «Базз» Фідлер: міністр фінансів. Приймає активну участь у подоланні фінансової кризи, гине під час нападу на Капітолій.
- Скотт Адлер: заступник держсекретаря, веде переговори з Японією щодо спроби повернути Маріанські острови дипломатичними засобами.
- Крістофер Кук: заступник помічника держсекретаря, який мимоволі передає секретну інформацію Японії, намагаючись вплинути на дипломатичні переговори між двома країнами.
- Ден Мюррей: заступник помічника директора Федерального бюро розслідувань і головний слідчий у кримінальній справі проти Кілті.
- Алан Трент: голова Спеціального комітету Палати представників з питань розвідки. Яскравий критик японців, він відіграє важливу роль у швидкому ухваленні Закону про реформу торгівлі, який згодом запустить війну між Сполученими Штатами та Японією.

#### Центральне розвідувальне управління
- Джон Кларк: Оперативний офіцер. Перебуває у відрядженні в Японії, де користується прикриттям кореспондента російського агентства «Інтерфакс».
- Домінго «Дінг» Чавес: Оперативний офіцер. Також працює під російським прикриттям у Японії разом з Кларком.
- Мері Пет Фолі: заступник директора ЦРУ (з операцій).
- Чет Номурі: офіцер японського походження, який працює під прикриттям в Японії. Під час пліткування з сусідами у бані дізнається інформацію про організаторів економічної атаки та війни.

#### Збройні сили США
- Барт Манкузо: контр-адмірал і командувач підводними силами Тихоокеанського флоту.
- Роббі Джексон: контр-адмірал, який працював заступником Об'єднаному комітеті начальників штабів, пізніше командував оперативною групою 77 (CTF-77) під час повернення Маріанських островів.
- Контр-адмірал Майк Дубро: командир з'єднання авіаносців USS Dwight D. Eisenhower і USS Abraham Lincoln в Індійському океані. Ці авіаносці зайняті стримуванням збройних сил та флоту Індії від вторгнення на Шрі-Ланку, тому не можуть допомогти у війні, що розгортається у Тихому океані.
- Рафаель «Бад» Санчес: командир авіаносної групи (CAG) на USS John C. Stennis. Цей авіаносець не зважаючи на ушкодження, які сповільнюють його рух, таємно перекидається до зони бойових дій і літаки які з нього злітають завдають неочікуваного удару по японським ВПС.
- Лейтенант-командувач Воллі Мартін «Голландець» Клаггетт: командир USS Tennessee, підводного човна типу «Огайо». Під його керівництвом підводний човен торпедує японського підводного човна та есмінець.
- Сенді Ріхтер: старший прапорщик і один з пілотів-випробувачів вертолітної програми армії США на гелікоптерах Comanche, яка пізніше стане центральною в плані повернення Маріанських островів.
- Капітан Дієго Чека: лідер загону рейнджерів армії Сполучених Штатів, які створюють базу вертольотів на вершині гори в Японії.
- Хуліо Вега: старший унтер-офіцер у загоні рейнджерів, десантованих у Японії.

### Японія
- Райзо Ямата: голова великого конгломерату в Японії та лідер дзайбацу. Він є основним архітектором війни між США та Японією. Він мотивований особистою помстою за самогубство його родини на скелі Банзай на Сайпані задля уникнення захоплення американськими військами під час Другої світової війни. Однак, він недооцінює як винахідливість США, так і готовність власної нації брати участь у ворожнечі, і врешті-решт його арештовують після невдалої спроби втекти до Китайської Народної Республіки.
- Хіроші Ґото: японський політик, агресивно налаштований щодо США. Контрольований Яматою, він стає прем'єр-міністром Японії, під його формальною владою відбуваються основні моменти війни між його країною та США.
- Могатару Кога: Прем'єр-міністр Японії, який з ганьбою йде у відставку через економічну ситуацію в країні, цим самим відкриває шлях до приходу Ґото до влади. Він стає розмінною монетою на дипломатичних переговорах, оскільки є потенційним лідером опозиції до Ґото, але його викрадає Ямата, щоб змусити його замовкнути. Після того, як Кларк і Чавес врятували його від людей Ямати, він повертається на посаду лідера Японії, закінчуючи цим конфлікт і військові дії.
- Контр-адмірал Юсуо Сато: командувач флотом Сил Самооборони JMDSF, пов'язаний з Яматою. Пізніше гине після того, як підводний човен Теннессі топить його есмінець Муцу торпедами.
- Сейдзі Нагумо: офіцер японської розвідки, що працює під прикриттям співробітника посольства, є де-факто офіцером-куратором Кука.
- Торадзіро Сато: капітан літака Боінг-747 «Japan Air Lines». Його брат Юсуо та його син майор Широ, який був пілотом F-15 Eagle, гинуть у військовому конфлікті. Озлоблений втратами, він вирішив помститись, врізавшись своїм літаком в Капітолій США під час спільного засідання Конгресу.

### Інші персонажі
- В. К. Чандраскатта: командувач флотом ВМС Індії, який є союзником Ямати. Він командує індійською бойовою авіаносною групою, яка намагається спровокувати адмірала Дубро в Індійському океані, який патрулює там, щоб не дати Індії вторгнутися в сусідню країну Шрі-Ланку та анексувати її.
- Чжан Хан Сан: китайський дипломат, пов'язаний із Яматою.
- Джордж Вінстон: засновник Columbus Group, групи взаємних фондів. Спочатку він продає свою компанію Яматі, але після краху фондового ринку повертає контроль над своєю компанією після екстреного засідання правління та дізнається, що саме японський бізнесмен спровокував інцидент.
- Марк Гант: старший виконавчий директор Columbus Group і довірений помічник Вінстона.
- Сергій Головко: голова Служби зовнішньої розвідки Росії (СЗР). Протягом кризи підтримує контакт з Раяном та допомагає йому, отримавши дозвіл президента Росії та залучивши свою агентуру в Японії. Оскільки розвідники виявляють таємні наміри японців щодо захоплення родовищ у Східному Сибіру, то фактично стає союзником Раяна у війні проти Японії.
- Майор Щеренко Борис Ілліч: заступник резидента СЗР в дипломатичному представництву Росії в Токіо. Прикриває розвідувальну діяльність Кларка та Чавеса, організовує їм канал для екстреного зв'язку.
- Олег Лялін: колишній "нелегал" КДБ, який є викладачем Військового Інституту мов, що базується в Каліфорнії. Він розповідає Кларку та Чавесу про свою добре розвинену мережу агентів у Японії, і дає доступ щоб її розконсервувати та відновити, це допомагає вирішенню кризи.
- Мануель «Портейдж» Ореза: колишній капітан-квартирмейстер берегової охорони Сполучених Штатів, який живе зі своєю дружиною на Сайпані. Він передає інформацію про японську присутність на острові в Національний військовий командний центр (NMCC) через адмірала Джексона, а пізніше зустрічається з Кларком, якого він знав як Джона Келлі близько двадцяти років тому, що описувалось у попередньому романі Кленсі «Без докорів сумління».
- Кімберлі Нортон: громадянка США, яка є коханкою Ґото. Кларка та Чавеса відправляють до Японії, щоб зв'язатися з нею і запропонувати їй повернутись додому, вважаючи, що вона володіє цінною інформацією. Однак Кімберлі вбивають люди Ямати після того, як Ґото стає прем'єр-міністром, оскільки її вважають загрозою безпеці.
- Барбара Ліндерс: колишня помічниця віцепрезидент Кілті, яку три роки тому зґвалтував її бос.
- Кеті Раян: доцент лікарні Джона Гопкінса, дружина Джека Раяна.

## Теми
Debt of Honor був випущений в час неприязного ставлення до японців в США, яке було ще більше популяризовано публікацією кримінального трилера Майкла Крайтона «Сонце, що сходить» в 1992 році.
Роман також підтверджує переконання Кленсі, що нещодавнє скорочення військового відомства після холодної війни «настільки виснажило наші військові ресурси, що країна стала вразливою для агресії, яка може виникнути будь-де та будь-коли», згідно з рецензією на книгу Publishers Weekly.

## Критика
Роман отримав неоднозначну оцінку. Publishers Weekly похвалив Кленсі, який «заплітає нитки історії в багатому, але дивовижному клубку сюжету та обставин, а потім енергійно переплітає їх воєдино. Тут карколомна кульмінація є несподіваною, але на диво доречною». Однак Крістофер Баклі в рецензії для «The New York Times» назвав книгу «досвідом, що викликає грижі», розкритикував її «расистські» зображення японських персонажів і вирішив, що вона «так само витончена, як антияпонський плакат часів Другої світової війни, що показує як вусатий японець Тохо атакує багнетом білих немовлят».

## Наслідки
Пізніше роман був відзначений своєю схожістю з обставинами рейсу United Airlines 93, особливо щодо його кульмінації, коли озлоблений японський пілот розбився на своєму Боінгу-747 під час спільного засідання Конгресу в Капітолії. Описуючи кінець роману, Кленсі проконсультувався з офіцером ВПС і описав свою реакцію: 
Я пропустив цю ідею повз нього, і раптом цей хлопець подивився на мене досить уважно, і я сказав: «Давайте, генерале, я знаю, що ви мали б розглядати це раніше, ти повинен мати для цього план». І хлопець каже: «Містер Кленсі, наскільки мені відомо, якби у нас був план щодо цього, він був би таємним, і я б тоді не зміг з вами про це поговорити, але наскільки я знаю, ми ніколи раніше не розглядали цю можливість».
У квітні 1995 року сенатор Сполучених Штатів Сем Нанн окреслив сценарій, схожий на кінцівку роману, згідно з яким терористи атакують Капітолій у ніч виступу про стан країни, врізавши в нього радіокерований літак, начинений хімічною зброєю. Нанн дійшов висновку, що сценарій «не надуманий» і що необхідна технологія вже доступна. Однак у звіті Комісії про події 11 вересня було виявлено, що представники національної безпеки не розглядали таку можливість: «[Офіцер служби боротьби з тероризмом] Річард Кларк сказав нам, що він стурбований небезпекою, яку становлять літаки в контексті захисту Олімпійських ігор в Атланті 1996 року, Комплекс Білого дому та саміт G-8 у Генуї 2001 року. Але він приписував свою обізнаність більше романам Тома Кленсі, ніж попередженням розвідувальної спільноти».
Після нападу 11 вересня Том Кленсі в CNN коментував подібність між авіакатастрофою, зображеною в романі, і катастрофою рейсу United Flight 93. Пізніше ведуча CNN Джуді Вудрафф зауважила: «Люди в нашій редакції сьогодні казали, що те, що відбувається, нагадує роман Тома Кленсі».